# Drahonice (tvrz)
Drahonice jsou tvrz ve stejnojmenné vesnice v okrese Strakonice. Zachovala se z ní pouze obranná věž. Od roku 1963 je chráněna jako kulturní památka.

## Historie
Drahonickou tvrz postavili bratři Jaroš a Racek ze Štěkně po roce 1374. Jiný Jaroš z Drahonic známý z roku 1434 býval nejprve služebníkem Oldřicha z Rožmberka, ale později se přidal na stranu táborského svazu. Dalším majitelem byl Jan Brus v první polovině patnáctého století, v průběhu šestnáctého století vesnice patřila pánům z Rožmitálu. Roku 1508 nechal Zdeněk Lev z Rožmitálu tvrz přestavět a roku 1534 ji zastavil Václavu Švihovcovi ze Švihova. Od Adama Lva z Rožmitálu Drahonice koupila Kateřina z Lípy provdaná za Hynka Radkovce z Mirovic. Když v roce 1614 zemřel jeho druhý syn Oldřich, vyplatila vdova Salomena Radkovcová, rozená ze Žákavy, zadlužené panství, které se skládalo z Albrechtic, Pivkovic, Bílska a tří dvorů. Statek zdědil starší syn Mikuláš Diviš a po jeho smrti v roce 1661 dcera Kateřina Konstancie, která se provdala za hraběte Ferdinanda Leopolda z Vrtby. Roku 1700 vesnici koupil kníže Ferdinand Schwarzenberk, který ji připojil k protivínskému panství. Tvrz obývaná v osmnáctém století pouze úředníky byla ve špatném stavu a během vichřice v roce 1762 se zřítila. Podle jiných zdrojů byl příčinou zániku požár ve stejném roce. Poté byl areál tvze zbořen a byl nahrazen barokním zámkem (kulturní památka). Zdejší dvůr Schwarzenberkům patřil až do roku 1945.

## Stavební podoba
Zachovalou dominantou tvrze je památkově chráněná pozdně gotická dvoupatrová nárožní věž s kuželovou šindelovou střechou a částečně zachovaným vstupním portálem a krakorci. Interiér věže osvětlují pouze střílnovitá okénka. Na severní straně je patrné místo, kde se na věž napojovala hradba.